# Pragmatická sankce (římské právo)

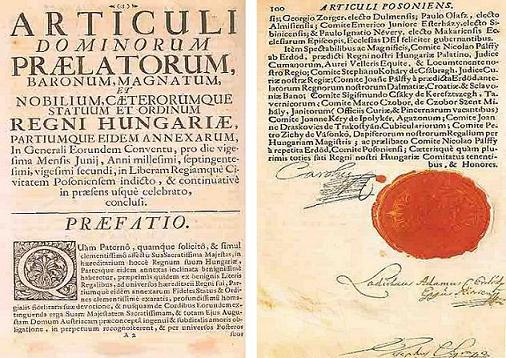
Karel VI. ratifikuje články bratislavské diety. Vídeň, 19. června 1723

Pragmatická sankce je označení z původně z římského práva pro panovníkem vydaný zákon základní důležitosti, který má být považován za trvalý a nezrušitelný. Ve středověkých a novověkých dějinách se vyskytla řada pragmatických sankcí; mezi nejznámější patří dvě, týkající se nástupnictví trůnu v habsburské monarchii (Pragmatická sankce Karla VI. z roku 1713) a ve Španělsku (Pragmatická sankce Ferdinanda VII. z roku 1830).

## Pragmatická sankce v dějinách
1. V byzantské říši vydány pragmatické sankce císařů Justiniána I. a Theodosia II., zejména v roce 554 PRAGMATICA SANCTIO THEODOSII II ET VALENTINIANI III – 425-450
2. Haidar, J.I., 2015."Sanctions and Exports Deflection: Evidence from Iran," Paris School of Economics, University of Paris 1 Pantheon Sorbonne, Mimeo.
3. V roce 1268 vydal pragmatickou sankci král francouzský Ludvík IX. Svatý o šesti článcích, týkající se práv a povinností duchovního stavu (tzv. galikanismus)
4. Dne 7. července 1438 vydal pragmatickou sankci francouzský král Karel VII. v Bourges na církevní synodě francouzského duchovenstva
5. Zmíněnou sankci v roce 1439 projednával říšský (německý) sněm v Mohuči jako závazný akt
6. Pragmatickou sankcí z roku 1623 získali jezuité do vlastní správy teologickou a filozofickou fakultu vídeňské univerzity, ve shodě s nařízením císaře Ferdinanda II.
7. V roce 1713 vydal pragmatickou sankci císař Karel VI. (1711-1740)
8. Dne 15. července 1766 vydána pragmatická sankce o restrikci hrdelních soudů v Čechách, podle čehož byla většina z nich zrušena a nově jich bylo stanoveno 24, s účastí zkušených právníků. Nařízení nabylo platnosti od 1. ledna 1766.
9. V roce 1830 vydal pragmatickou sankci španělský král Ferdinand VII. Bourbonský
10. Roku 1900 vydal pragmatickou sankci biskup František Ludvík pro vlastní diecézi